# 김용균 (1942년)
김용균(金容鈞, 1942년 2월 18일 ~ )은 대한민국의 법조인, 정치인이다. 헌법재판소 사무처장, 제16대 국회의원을 역임하였다. 본관은 광산이다.

## 학력
- 성남초등학교 졸업
- 경기중학교 졸업
- 경기고등학교 졸업
- 서울대학교 법학대학 졸업
- 아메리칸 대학교 정치학 석사
- 조지 워싱턴 대학교 법학 박사

## 경력
- 국회 문공위 전문위원
- 국회 행정차장
- 체육청소년부 차관
- 헌법재판소 사무처장
- 한나라당 사무부총장
- 한나라당 법제사법위원장, 법률지원단장
- 국회 법제사법위 간사, 예결위원
- 변호사(법무법인 진주)
- 2004년 국회의원 시절 '친일 반민족행위 진상규명 특별법' 제정에 반대했다.
- 대한민국헌정회 부회장
- 대한민국헌정회 16대별국회의원회회장

## 수상
- 1978 국무총리 표창
- 1980 보국훈장 천수장
- 1992 황조근정훈장
- 1993 조지워싱턴대 자랑스러운 동문상

## 역대 선거 결과
|  | 21.77% |

|  | 36.15% |

|  | 25.01% |

|  | 55.61% |

|  | 18.60% |